# Rhomphaea procera
Rhomphaea procera är en spindelart som först beskrevs av O. Pickard-Cambridge 1898.  Rhomphaea procera ingår i släktet Rhomphaea och familjen klotspindlar. Inga underarter finns listade i Catalogue of Life.